# Ванни, Турино
Турино Ванни, Турино ди Ванни (итал. Turino Vanni, Turino di Vanni; лат. Torinus Vannis De Reguli; 1348, Сан-Джулиано-Терме — после 1438, Пиза) — итальянский живописец периода проторенессанса луккано-пизанской школы.

## Биография
Ванни был сыном гончара из Риголи (Сан-Джулиано-Терме). Его деятельность задокументирована начиная с 1415 года, когда он создал триптих «Мадонна с Младенцем и святыми» (Церковь Сан-Бартоломео-дельи-Армени, Генуя). Турино Ванни считается подражателем Таддео ди Бартоло, его живописные произведения выполнены под влиянием сиенской школы, что особенно заметно в последних работах, таких как «Мадонна с Младенцем и святыми и музицирующими ангелами» (ок. 1380 г.; Палермо, Музей Сицилийского региона).
«Крещение Христа» работы Турино Ванни (ок. 1390, Музей Сан-Маттео, Пиза) тесно связано с похожим произведением Никколо ди Пьетро Джерини (Национальная галерея, Лондон). В 1397 году Турино создал «Мадонну с Младенцем со святыми Раньери, Торпе и двумя святыми» (церковь Сан-Паоло-а-Рипа-д’Арно, Пиза), а также полиптих «Святая Маргарита и сцены из жизни святых» (Пинакотека Ватикана). В этой работе, а также в алтарных панелях «Мадонна с Младенцем и ангелами» (Лувр, Париж) и «Благовещение архангела Гавриила Деве Марии» (обе около 1395 г.; Музей Сан-Маттео, Пиза) более очевиден индивидуальный стиль Турино Ванни.
В 1416 году Турино выполнил картины для Публичного дворца в Савоне, а в 1419 году восстановил фрески в Монументальном Кампо-Санто в Пизе. Он работал ещё 1438 году, а затем сведения о художнике отсутствуют.

## Галерея

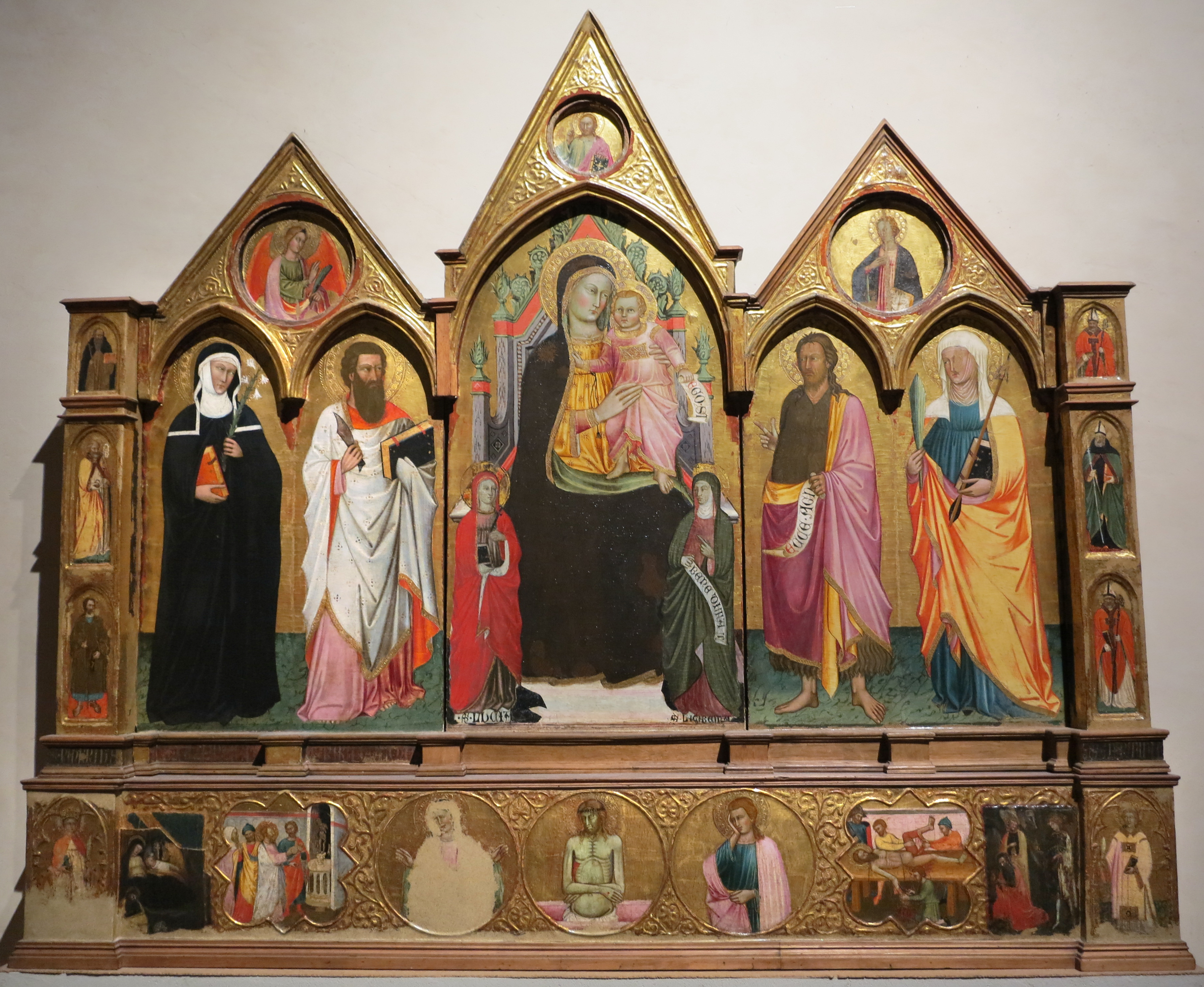
Полиптих. 1390-1410. Дерево, темпера, золочение. Музей Сан-Маттео, Пиза
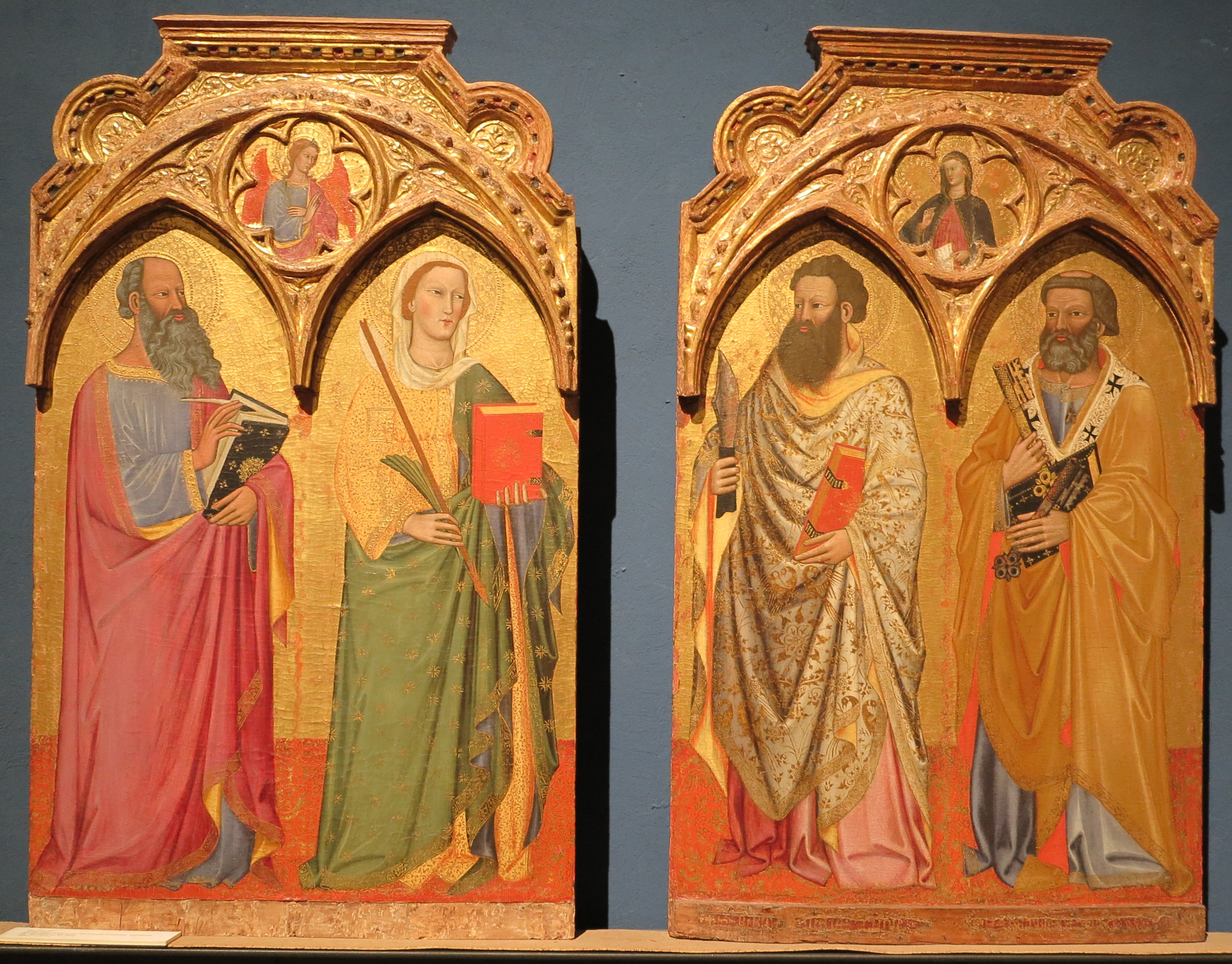
Детали полиптиха. 1390-1410. Дерево, темпера, золочение. Музей Сан-Маттео, Пиза
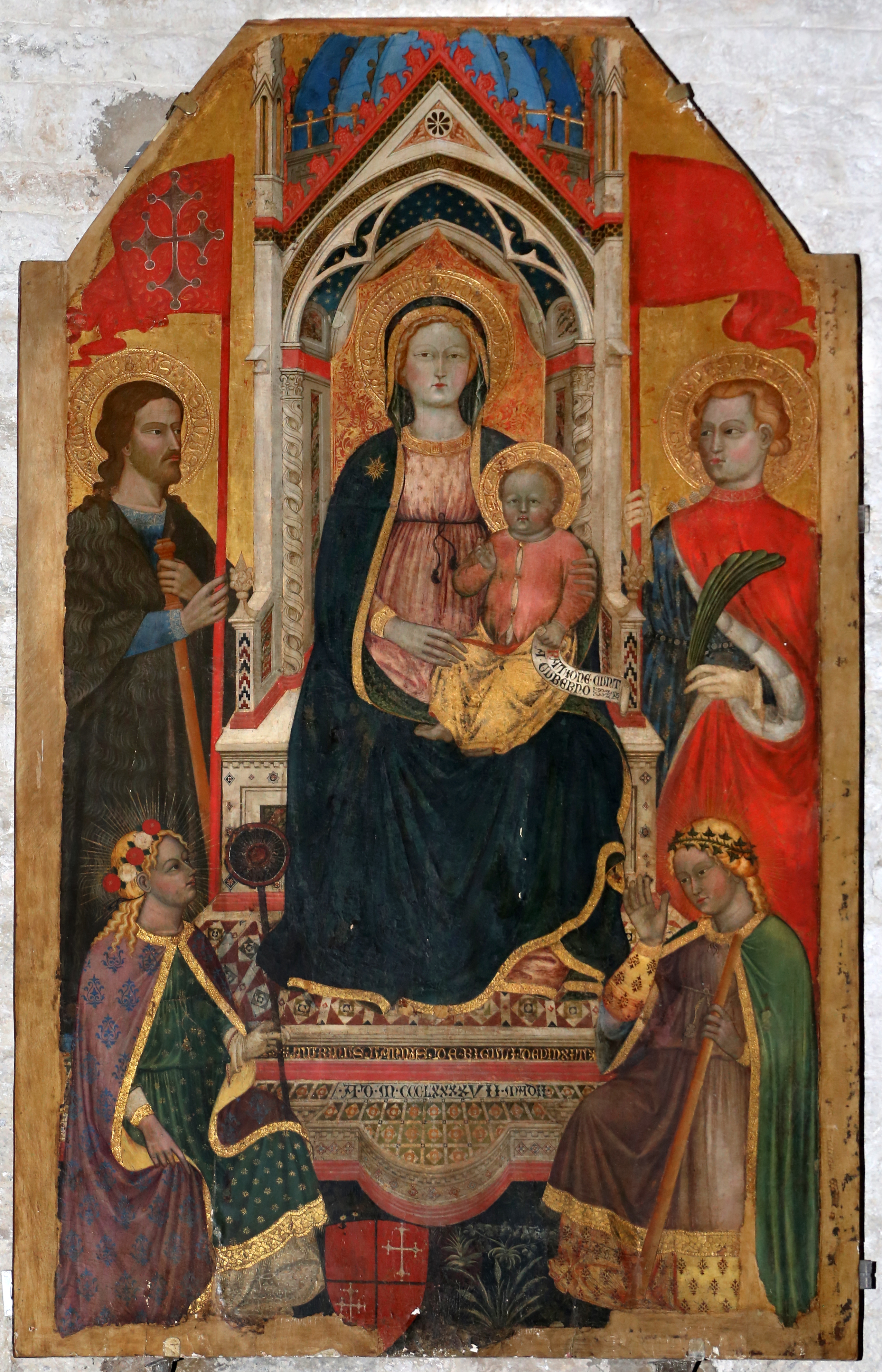
Мадонна с Младенцем со святыми Раньери, Торпе и двумя святыми. 1397. Дерево, темпера. Церковь Сан-Паоло-а-Рипа-д'Арно, Пиза
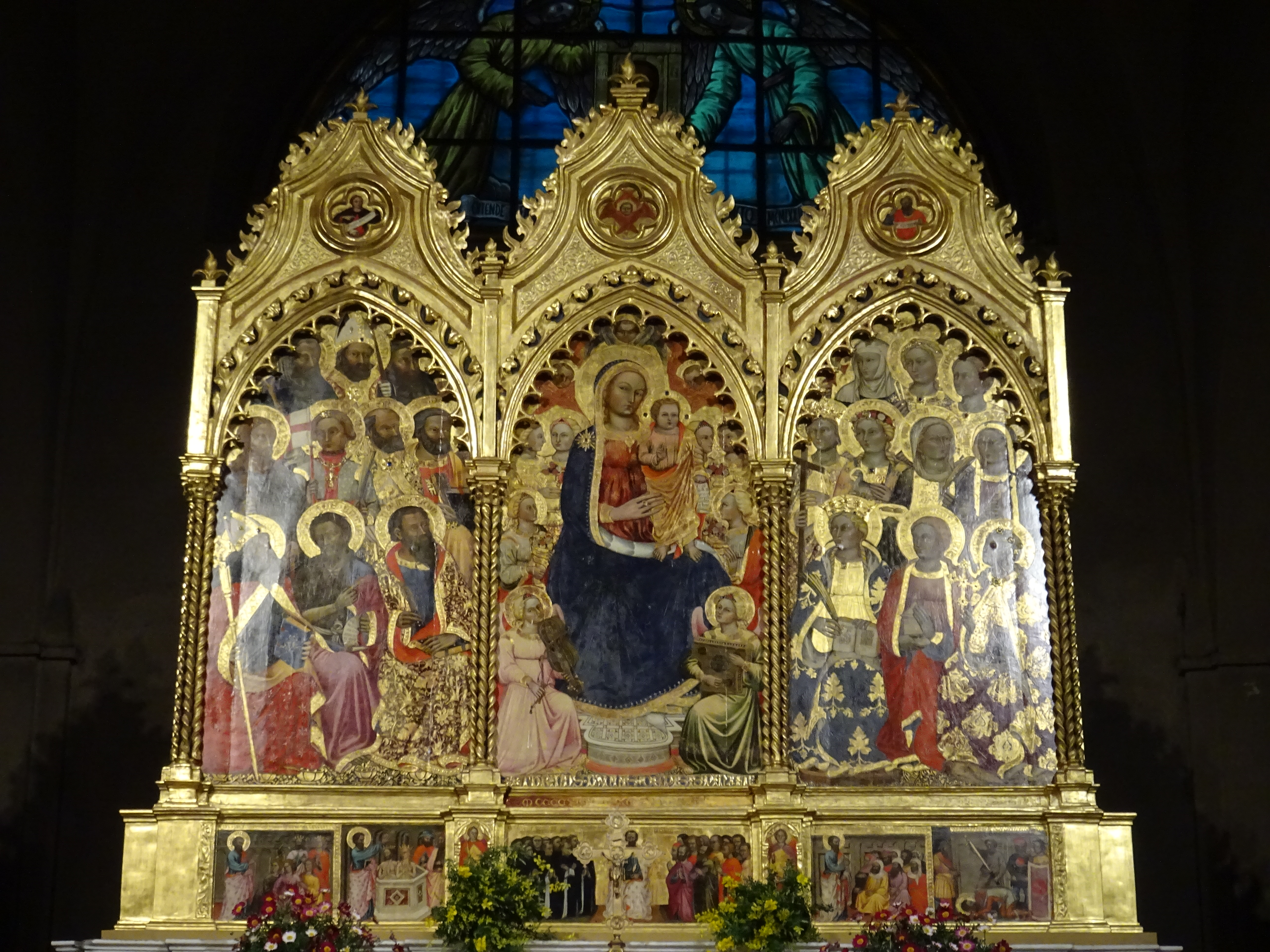
Мадонна с Младенцем и святыми. Триптих. 1415. Дерево, темпера, золочение. Церковь Сан-Бартоломео-дельи-Армени, Генуя
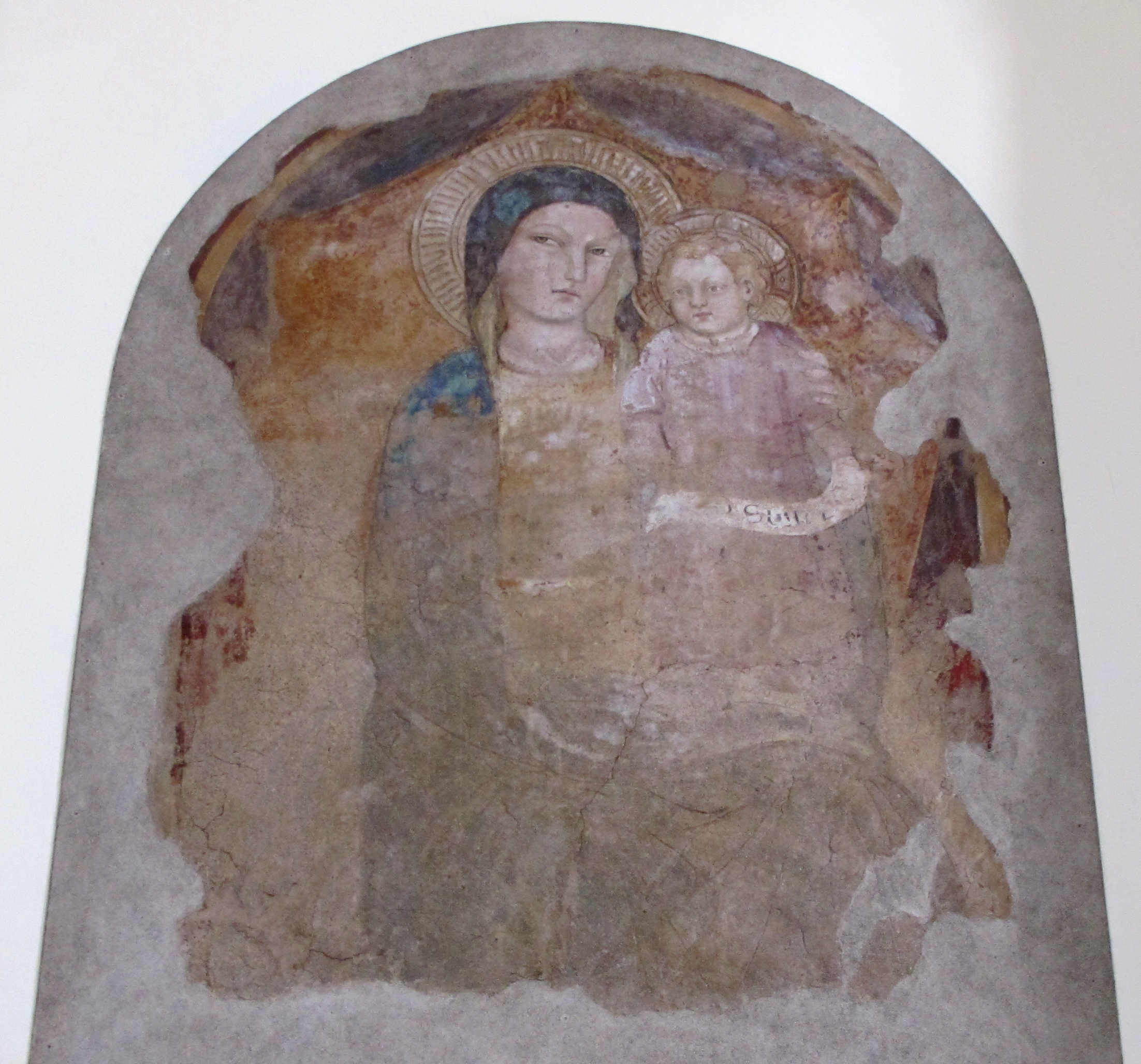
Мадонна дель Кармине. Фреска. Церковь Распятия, Понтедера
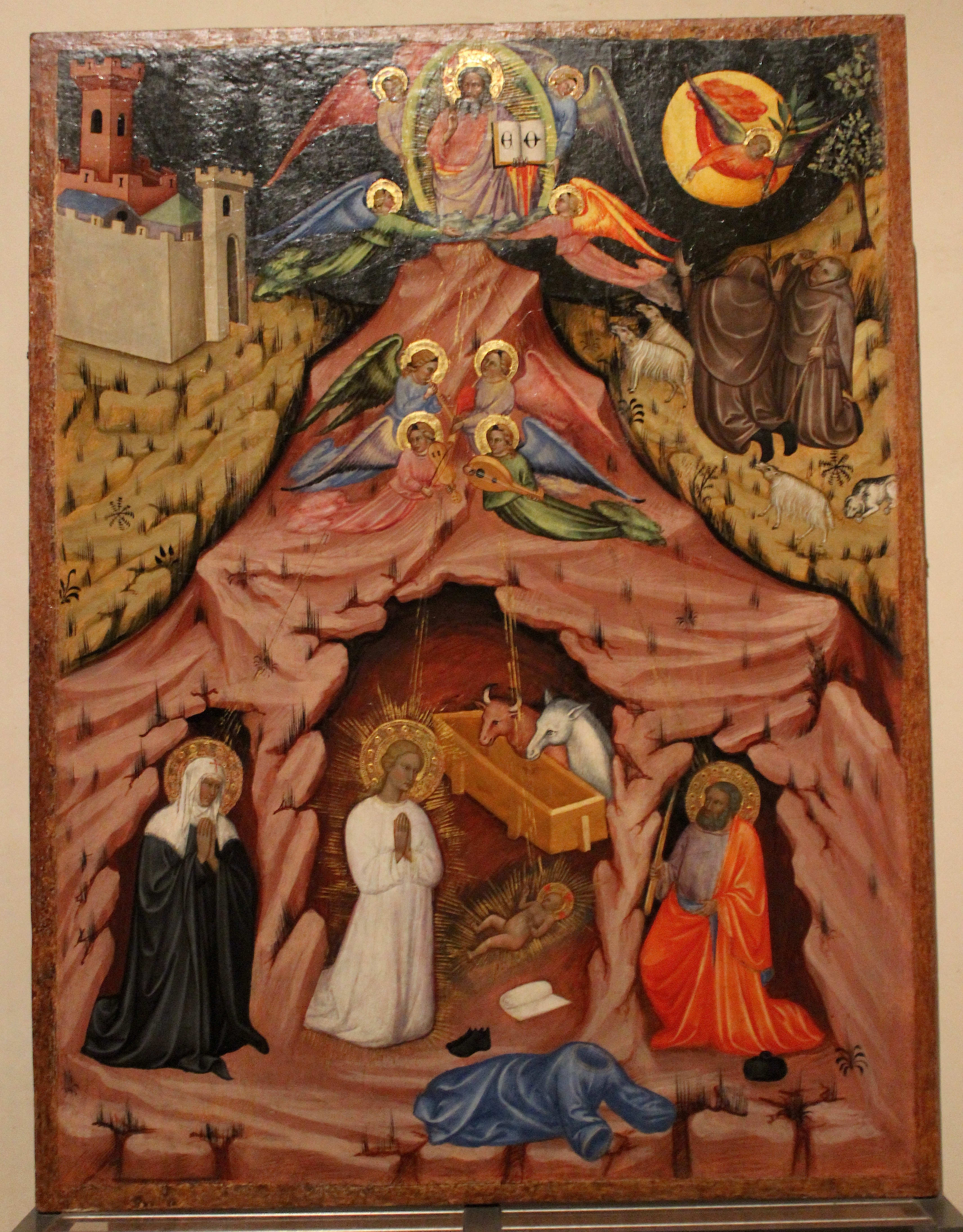
Рождество. Дерево, темпера. Музей Сан-Маттео, Пиза
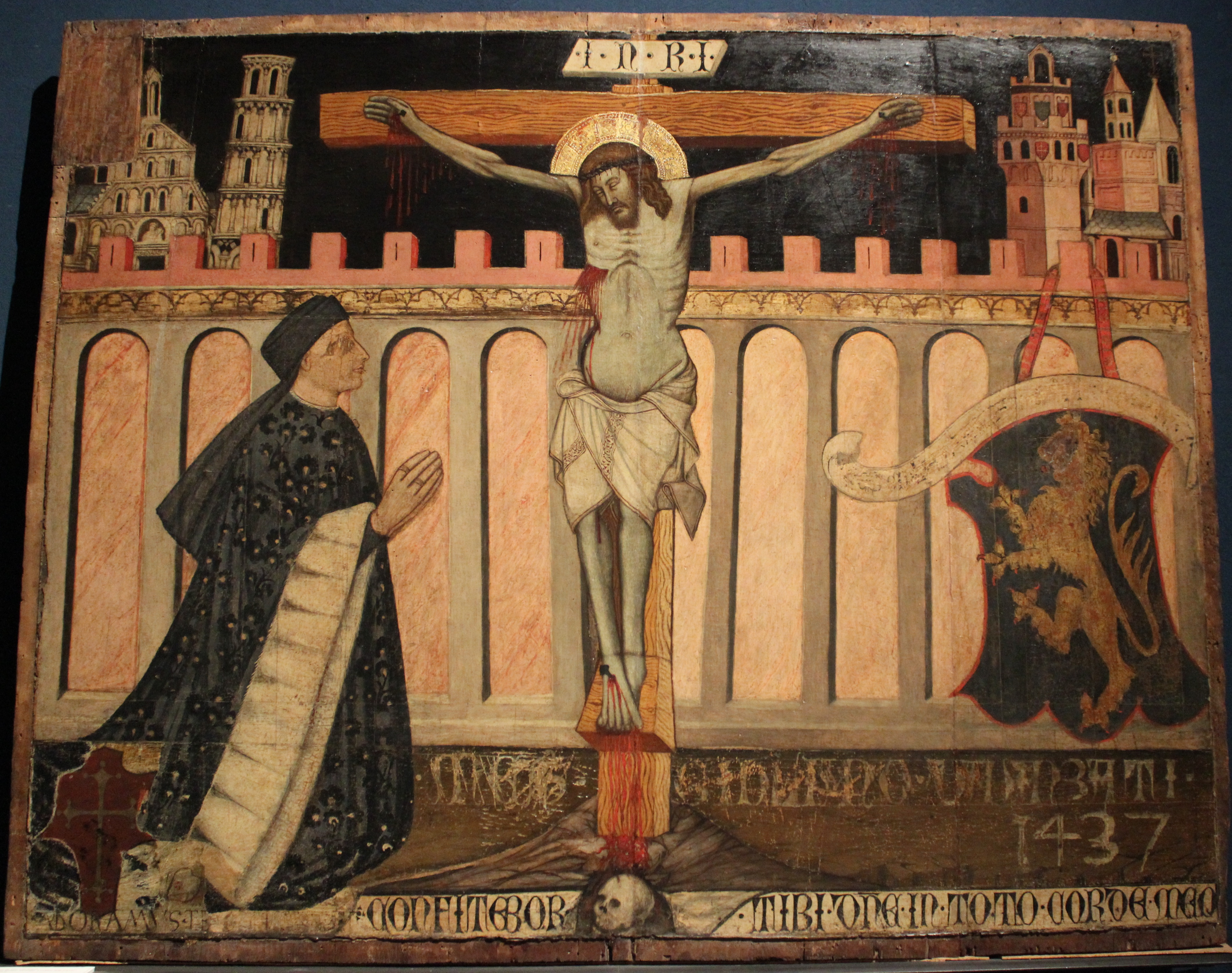
Распятие из таможни (Crocifisso della Dogana). Музей Сан-Маттео, Пиза